# 巴兰维利耶
巴兰维利耶（法語：Ballainvilliers，法語發音：[balɛ̃vilje] ⓘ）是法国法兰西岛大区埃松省的一个市镇，属于帕莱索区。

## 地理
巴兰维利耶（48°40'31"N, 2°17'47"E）面积4.01 平方千米，位于法国法蘭西島大區埃松省，该省份为法国北部内陆省份，北起上塞纳省和马恩河谷省，西接厄尔-卢瓦省和伊夫林省，南至卢瓦雷省，东临塞纳-马恩省。
与巴兰维利耶接壤的市镇（或旧市镇、城区）包括：隆瑞莫、奥尔日河畔隆蓬、奥尔日河畔维利耶、奥尔日河畔埃皮奈、索莱沙特勒、布瓦城。

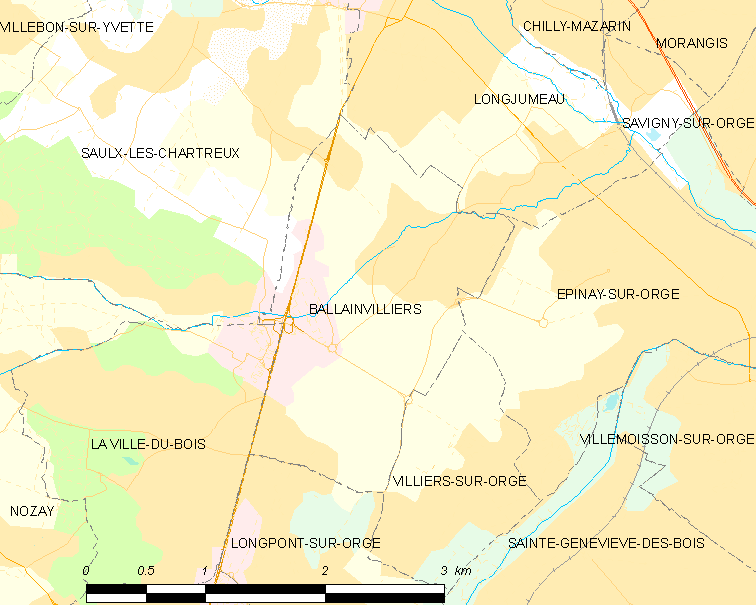
巴兰维利耶的OSM定位图

巴兰维利耶的时区为UTC+01:00、UTC+02:00（夏令时）。

## 行政
巴兰维利耶的邮政编码为91160，INSEE市镇编码为91044。

## 政治
巴兰维利耶所属的省级选区为隆瑞莫县。

## 人口

1962-2008年间巴兰维利耶人口变化图示

巴兰维利耶于2022年1月1日时的人口数量为4838人。